# Glory (musikgrupp)
Glory var ett svenskt hårdrocksband på 1980- och 1990-talet. Bandet bildades av Haparandafödde gitarristen Jan Granvik och trummisen Mats "Matt Driver" Förare och hette till en början Glory North. Glory North spelade 1985 in en skiva som dock aldrig släpptes då skivbolaget gick i konkurs. Sedermera bytte man namn till Glory och den första sättningen under det nya namnet bestod av Granvik, Förare, Ray Alex på sång, Jonas Sandkvist på keyboard och basisten Anders "Andy" Loos. 
1988 släppte man singeln I'm hurt med Ray Alex. Alex ersattes dock av Peter Eriksson när man året efter släppte sitt första album, Danger In This Game. Skiva nummer två, 2 Forgive Is 2 Forget, släpptes 1991. Vid det laget var Jonas Sandkvist inte längre medlem i bandet. 
Musikstilen på de två första albumen beskrivs bäst som gitarrdriven, melodiös hårdrock i stil med andra tidstypiska svenska hårdrocksband som Treat, Talisman och Europe. 
När man släppte sitt tredje album, Positive Buoyant 1993 hade Mats Förare tvingats sluta på grund av problem med hörseln och Jonas Östman (Yngwie Malmsteen) ersatte därför honom som trummis i bandet. Sångaren Peter Eriksson hade dessutom ersatts med Göran Edman (Yngwie Malmsteen, John Norum, Madison). Albumet var till en början tänkt som Granviks soloprojekt och innehöll mestadels instrumentala spår, även akustiska stycken, där Granvik fick tillfälle att visa sitt tekniska gitarrspel och sin klassiska skolning. 
1994 släppte bandet albumet Crisis Vs. Crisis. Vid det här laget bestod bandet av Jan Granvik, Göran Edman, basisten Svante Henryson (Yngwie Malmsteen), keyboardisten Mats Olausson (Yngwie Malmsteen) och trummisen Morgan Ågren (Frank Zappa, Mats/Morgan band, Steve Vai). I och med Crisis Vs. Crisis rörde sig bandet ännu längre ifrån originalsoundet från de två första albumen och ersatte detta med mer komplex och något mer progressiv hårdrock.
Glorys hittills sista album, Wintergreen släpptes 1998. Bandmedlemmar då var Granvik, Edman, Olausson, Jonas Östman och basisten Johan Granström

## Medlemmar
Senaste medlemmar
- Jan Granvik – gitarr (1985–1998)
- Göran Edman – sång (1993–1998)
- Mats Olausson – keyboard (1994–1998)
- Jonas Östman – trummor (1993–1994, 1998)
- Johan Granström – basgitarr (1998)

Tidigare medlemmar
- Ray Alex – sång (1988)
- Peter Eriksson – sång (1989–1992)
- Andy Loos – basgitarr (1988–1994)
- Svante Henryson – basgitarr, cello (1994)
- Jonas Sandkvist – keyboard (1988–1990)
- Matt Driver (eg. Mats Förare) – trummor (1985–1992)
- Morgan Ågren – trummor (1994)

## Diskografi
Studioalbum
- 1989 – Danger In This Game
- 1991 – 2 Forgive Is 2 Forget
- 1993 – Positive Buoyant
- 1994 – Crisis Vs. Crisis
- 1998 – Wintergreen

Singlar
- 1988 – I'm Hurt/Burning For You
- 1989 – Feel The Fire/This Is The Love/Danger In This Game/Like An Eagle
- 1989 – This Is The Love/Exhibition
- 1989 – Forbidden Fruit/Bouree
- 1989 – Love Never Lasts/Can't Hide Your Tears
- 1992 – Dr Of The Blues/Tonight